# Tactical combat casualty care

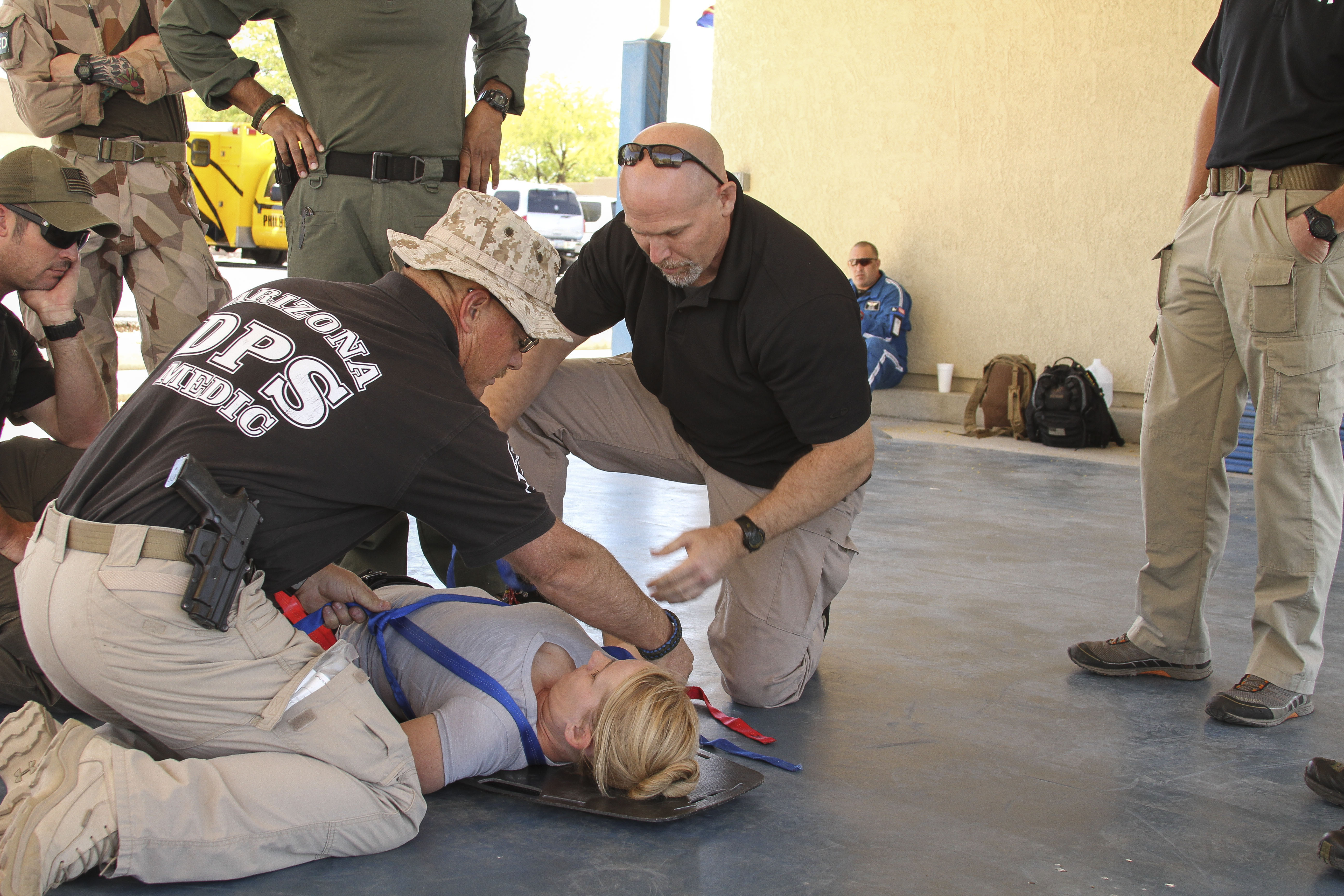
TCCC

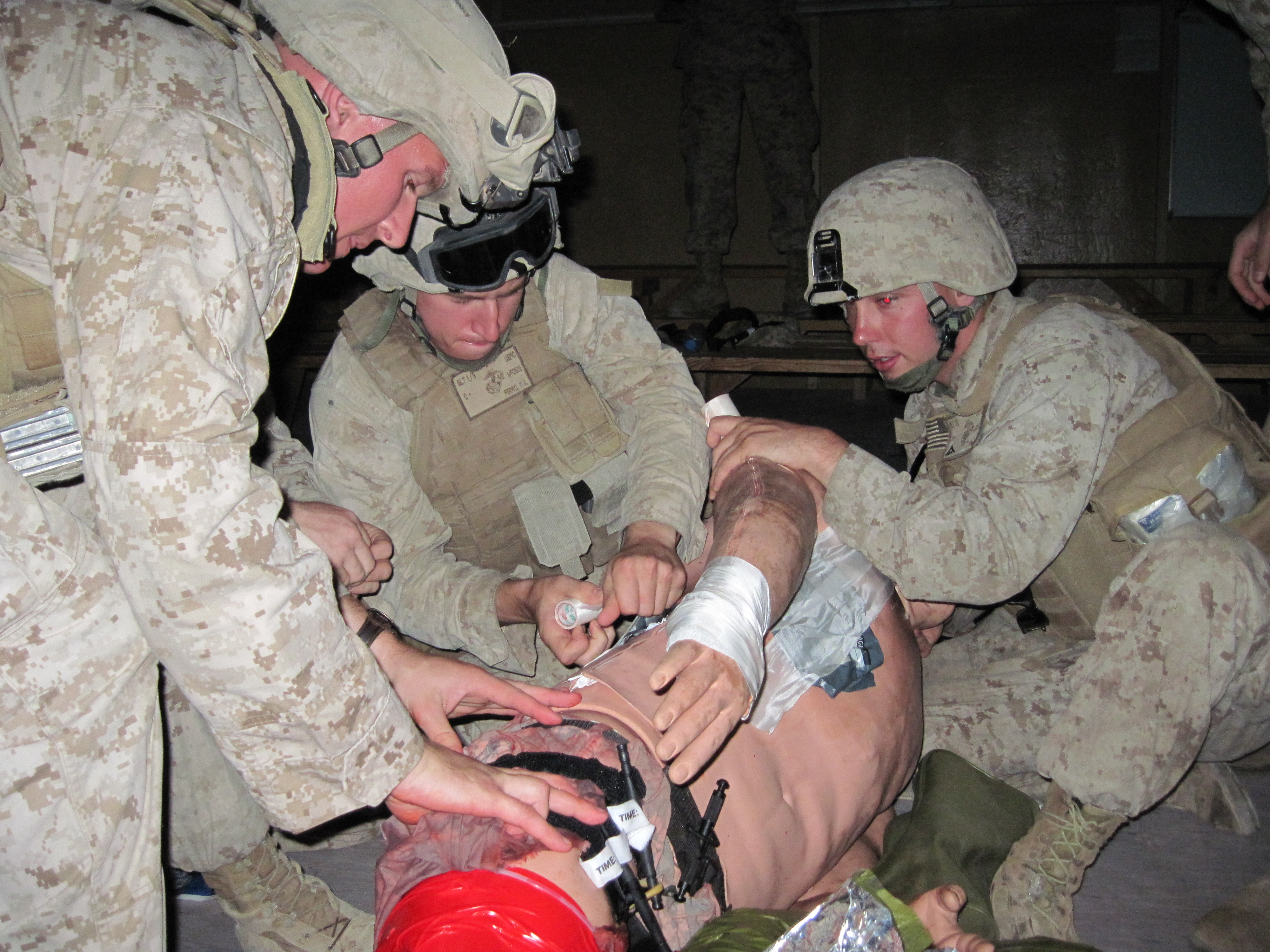
TCCC

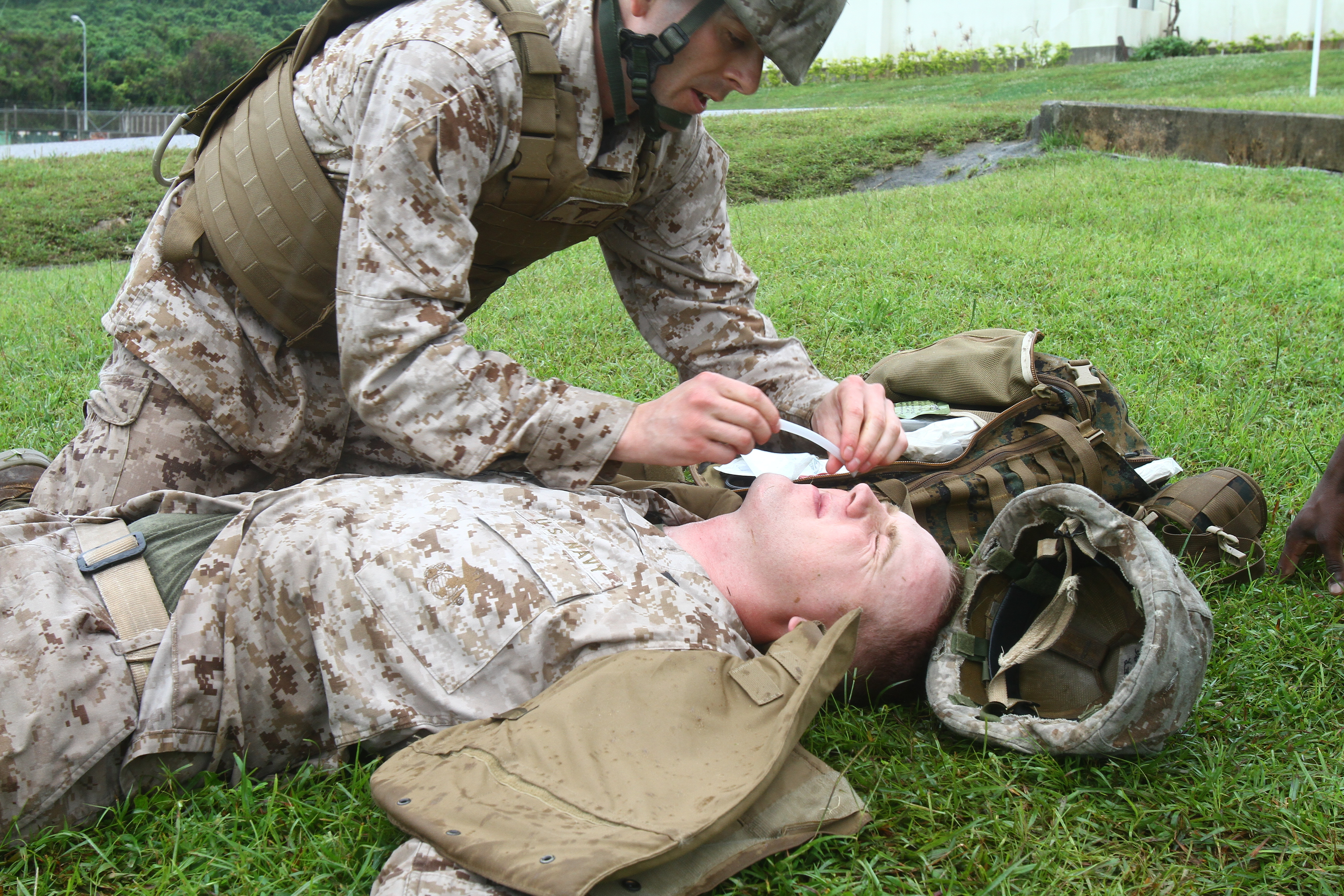
Zavadění nosního vzduchovodu.

Tactical Combat Casualty Care (TCCC, nebo TC3) je neodkladná zdravotní péče v bojových podmínkách.
Předchůdci ošetření v bojové situaci se vzdělávali v kurzech, které nesly název BATLS (Battlefield Advanced Trauma Life Support) a BARTS ( Battlefield Advanced Resuscitation Techniques and Skills for Combat Lifesaver - jedná se o kurz pro zdravotnický personál, který již má vyšší odborné nebo vysokoškolské zdravotnické vzdělání). Jde o prohloubení a zdokonalení vědomostí u akutních stavů v polních bojových podmínkách. Počátek prvního kurzu TCCC se datuje roku 1996 u námořnictva Spojených států, kdy armáda přebírá civilní varianty před nemocniční péče z algoritmu ATLS a PHTLS. Kurzy TCCC pro armádu Spojených států provádí organizace "NAEMT" (National Association of Emergency Medical Technicians - Národní asociace pohotovostních lékařských techniků). Výuka v systému TCCC v České armádě začala v roce 2006 pod záštitou Fakulty vojenského zdravotnictví. Koncept TCCC je vyučován v rámci kurzů CLS (Combat lifesaver), který trvá tří týdny (někdy se uvádí dva týdny).

## Zdravotní péče se dělí na tři fáze:
- Care Under Fire - zdravotní péče pod palbou nepřítele
- Tactical Field Care - zdravotní péče mimo dosah přímé palby nepřítele
- Tactical Evacuation Care (Combat Caualty Evacuation Care) - taktický odsun "TACEVAC"[1]

### Care Under Fire ( zdravotní péče pod palbou nepřítele)

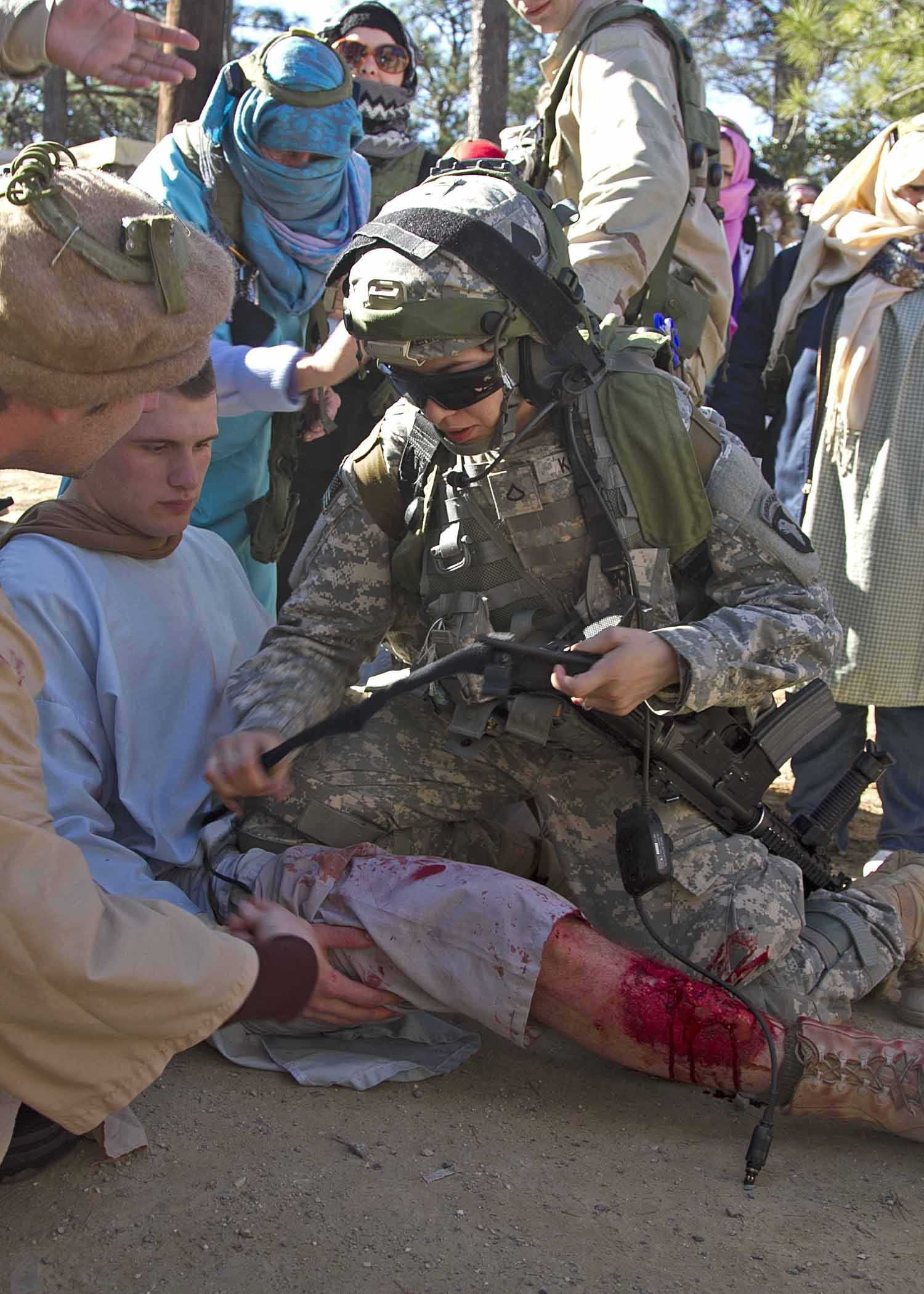
Aplikace turniketu.

V této první fázi TCCC se nacházíte pod přímou palbou nepřítele. Nejdříve musíte opětovat palbu na nepřítele a potom se můžete přiblížit k raněnému spolubojovníkovi během nepřátelské palby, musíte dbát na svou bezpečnost. Prioritou při poskytování první pomoci je zástava masivního krvácení turniketem. Ošetření formou svépomoci je provedeno jednotlivcem z jeho individuální výbavy, kterou je lékárnička "IFAK" (Individual First Aid Kit).

### Tactical Field Care (zdravotní péče mimo dosah přímé palby nepřítele)
Taktické ošetření v boji mimo přímou palbu poskytuje zdravotník jednotky "COMBAT LIFESAVER (Bojový záchranář)", ostatní spolubojovníci mu mohou být nápomocní. Veškeré ošetření je omezeno jen na záchranu života a končetin.
Úkony, které provádí "Medic"- Zdravotník jsou:
- zajištění dýchacích cest za pomoci nosního vzduchovodu. Provádí i CLS.
- zajištění dýchacích cest za pomoci koniotomie - koniopunkce
- ošetření tenzního pneumothoraxu pomoci punkce hrudníku. Provádí i CLS
- podávání analgetik. Provádí i CLS ( CWMP )
- zajištění intravénozního a intraoseálního vstupu
- provádění KPR

### Tactical Evacuation Care (Combat Caualty Evacuation Care) - (taktický odsun)
V této fázi již je poskytována první pomoc i lékařem. Je mnohem více času na ošetření a větší dostupnost lékařského vybavení. Hlavním cílem této fáze je "Stabilizovat" zraněného vojáka a připravit ho na transport pryč z bojové zóny. Mezi nejčastější úkony patří drenáž hrudníků.

### Existují tři používané kategorie zdravotnického odsunu[3]
- námořní zdravotnický odsun
- pozemní zdravotnický odsun
- vzdušný zdravotnický odsun

### Combat Lifesaver (bojový zdravotník)
Je to voják, který je vyškolen, jako zdravotník pro poskytování zdravotní péče v bojových podmínkách.

## Postup ošetření

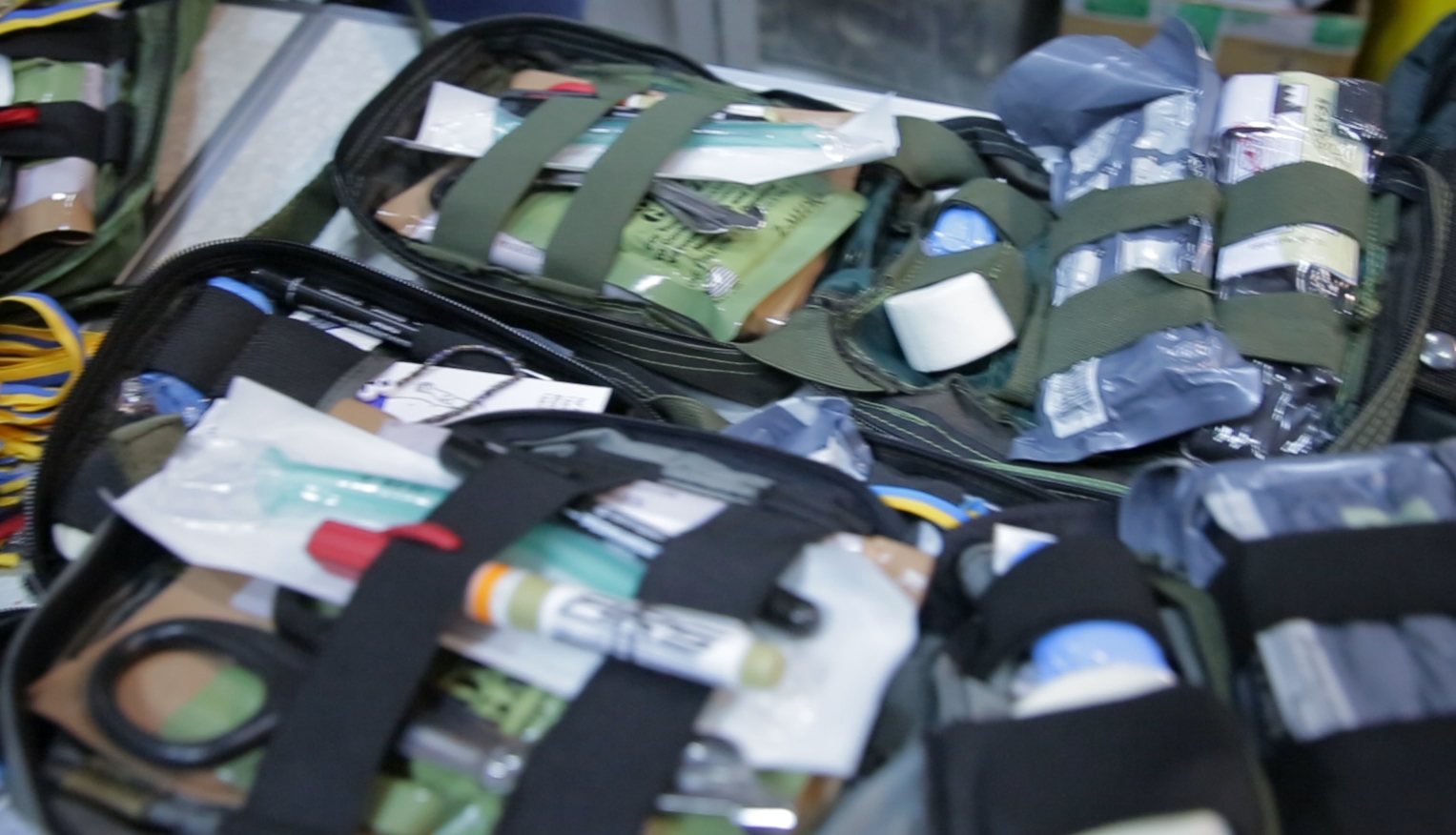
IFAK - brašna první pomoci

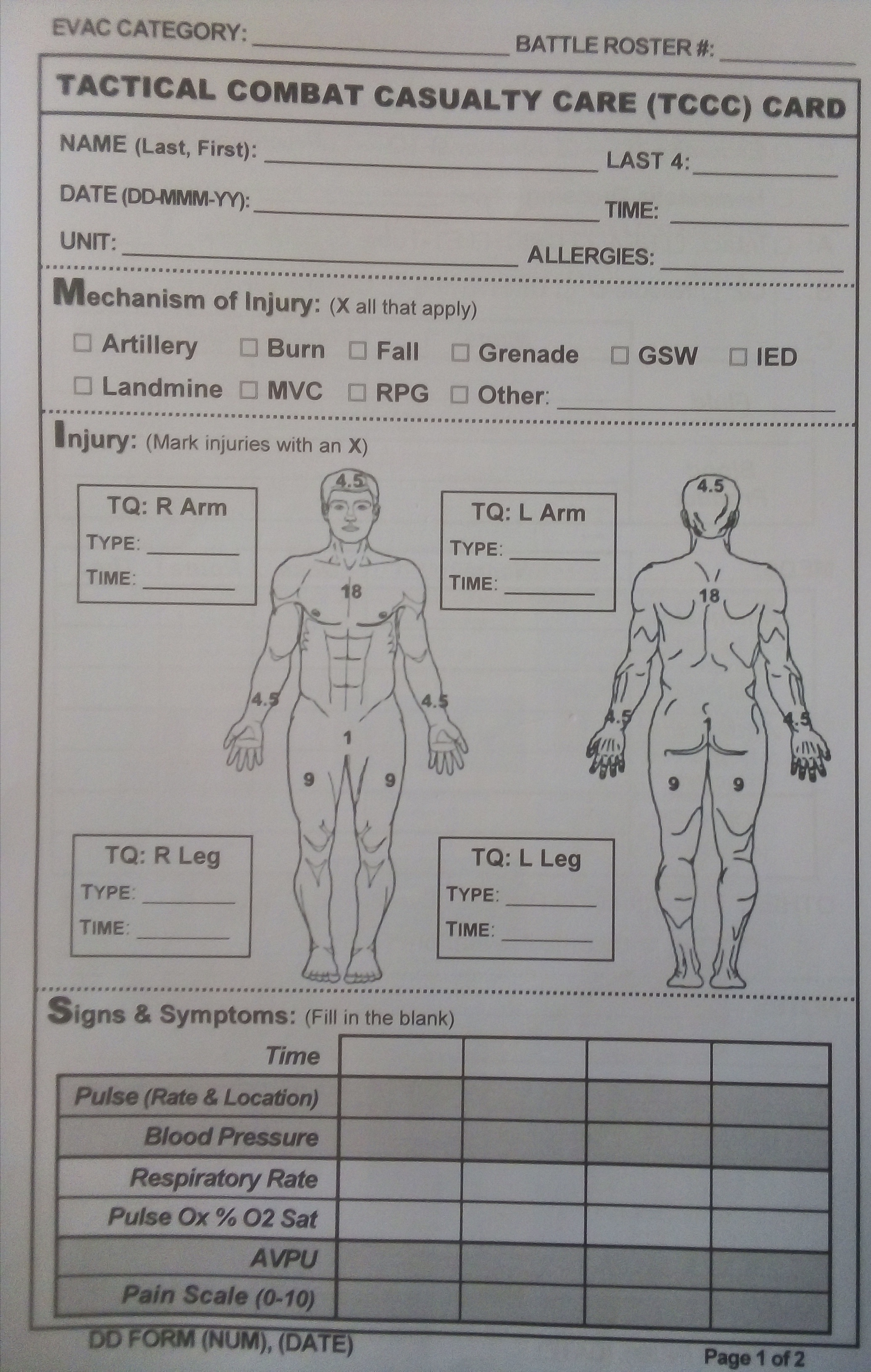
TCCC card

Raněného bojovníka ošetřují dle algoritmu C-A-B-C-D-E a nebo MARCH protokolem. 
| C (M)    | control of massive hemorrhage (massive bleeding)       | zástava masivního krvácení |
| -------- | ------------------------------------------------------ | --- |
| A        | airways                                                | vyšetření vědomí, zprůchodnění a zajištění dýchacích cest |
| B (R)    | breathing (respiration)                                | zhodnocení dýchání a vyšetření hrudníku |
| C/CSpine | circulation                                            | vyšetření krevního oběhu, diagnostika šokového stavu, vyšetření břicha, pánve, ošetření submasivních krvácení, turniket, popápeniny, zlomeniny...Imobilizace krční páteře |
| D (H)    | disability (head, hypo/hypertermia Helicopter/Hike...) | stabilizace stavu,prevence hypo či hypertermie, vytvoření a realizace následného plánu - transport či ponechání na místě                                                  |

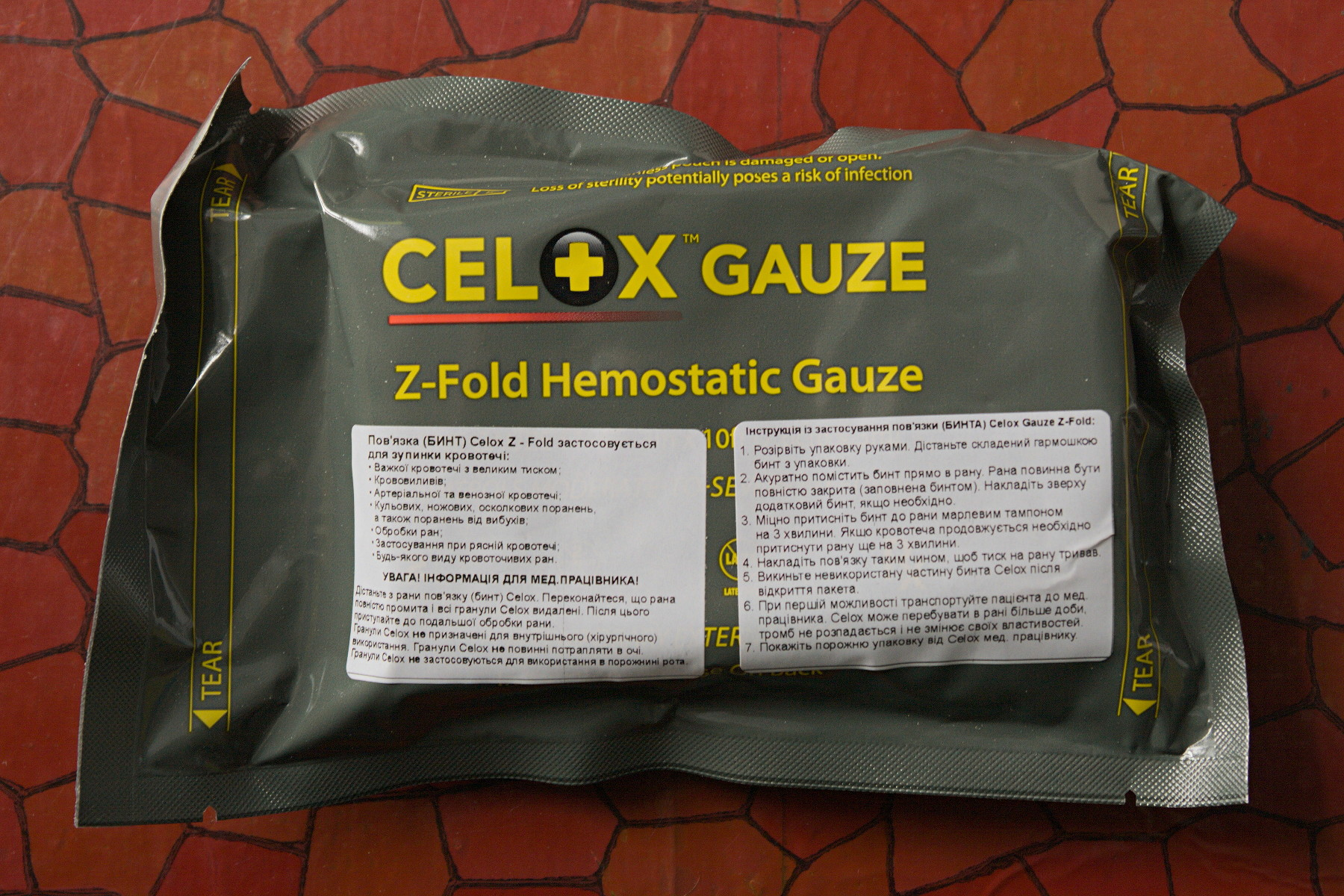
Celox - hemostatikum

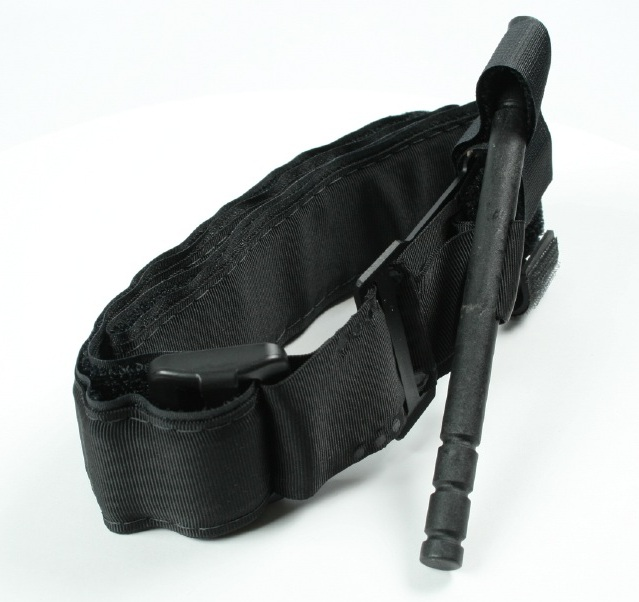
Tourniquet

Převzeto z učebního textu Kurzu Combat Lifesafer.
Vyšetření stavu vědomí dle AVPU.
| A | alert        | raněný je při vědomí a spontánně reagující                         |
| V | voice        | raněný reaguje na oslovení                                         |
| P | pain         | raněný reaguje na bolest, ale neodpoví na dotaz                    |
| U | unresponsive | raněný je v bezvědomí, nereaguje na oslovení ani na algický podnět |

Převzeto z učebního textu Kurzu Combat Lifesafer.
Při amputaci, devastující poranění končetin, nebo masivního krvácení se v TCCC používají turnikety:
- C.A.T. Combat Application Tourniquet (bojová aplikace turniketu)
- SOFTT - NH. Special Operations Forces Tactical Tourniquet
- SOFTT - W. Special Operations Forces Tactical Tourniquet Wide[1]

### Vybavení vojenské lékárničky "IFAK"[5]
- Sterilní rukavice
- 2 kompresní gázy
- Nosní vzduchovod
- Turniket C-A-T
- Tlakový izraelský obvaz (obinadlo)
- Celox gáza (hemostatikum) na stavění krvácení
- Aquasteril 2 x extreme

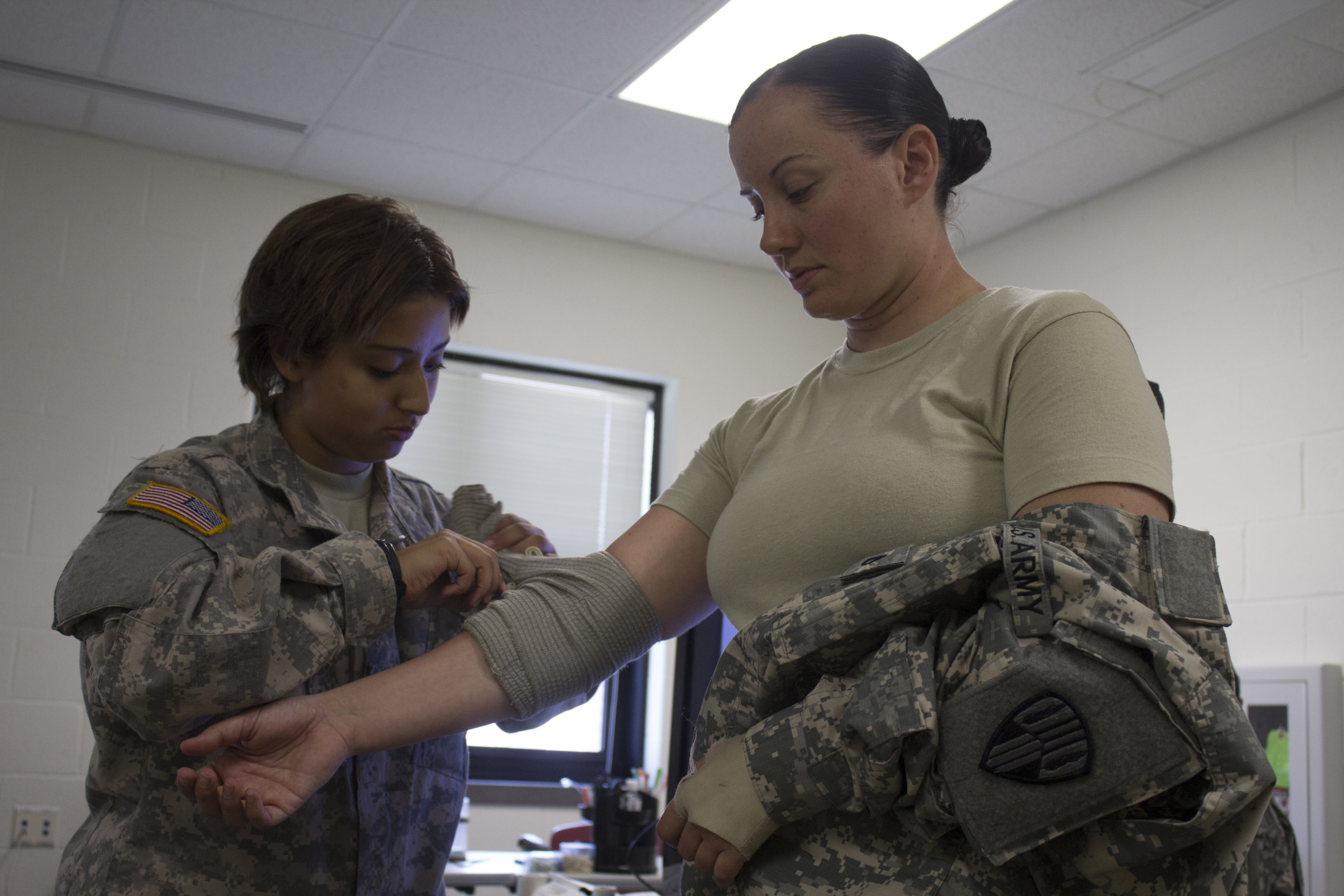
Aplikace tlakového obazu (Izraelský)

- Aplikace tlakového obazu (Izraelský)Halo chest seal - umělá plicní chlopeń na ošetření pneumothoraxu
- Izotermická fólie
- TCCC karta

### TCCC karta (card)
Je to karta, která slouží k zaznamenání zdravotního stavu zraněného a kde se zaznamenají provedené úkony a opatření.